# Йота Водолея
Йота Водолея (лат. ι Aquarii), 33 Водолея (лат. 33 Aquarii), HD 209819 — двойная звезда в созвездии Водолея на расстоянии приблизительно 180 световых лет (около 55 парсеков) от Солнца. Видимая звёздная величина звезды — +4,27m. Возраст звезды оценивается в среднем как около 45 млн лет.

## Характеристики
Первый компонент — бело-голубая звезда спектрального класса B8V. Масса — около 2,79 солнечных, радиус — около 2,7 солнечных, светимость — около 74 солнечных. Эффективная температура — около 11508 К.